# ساقیة الدائر
ساقیة الدائر (به عربی: ساقية الدائر) یک منطقهٔ مسکونی در تونس است که در استان صفاقس واقع شده‌است.
 ساقیة الدائر  ۱۱۳,۷۷۶ نفر جمعیت دارد.